# Enrique Bustamante Ramírez
Enrique Bustamante Ramírez (Málaga, 1949 – Málaga, 20 de junio de 2021). Fue un académico español, experto de la economía y sociología de la televisión y de las industrias culturales. Catedrático Emérito de Comunicación Audiovisual y Publicidad en la Universidad Complutense de Madrid (2019), Asimismo fue titular de la Cátedra Unesco de Comunicación Internacional de las Universidades Stendhal de Grenoble y Universidad Lumière-Lyon II, además de vicerrector de la Universidad Internacional Menéndez Pelayo.

## Vida
Antes de titularse en Periodismo por la Escuela Oficial de Periodismo (Madrid, 1973) era militante antifranquista y ya ejercía la profesión en medios progresistas de Madrid. Redactor especializado en Política Internacional en los semanarios Criba y Cuadernos para el Diálogo, colaboró en las secciones de política y sociedad de diversos diarios y revistas (como Triunfo en 1975). Elegido vocal de Junta Directiva de la Asociación de la Prensa de Madrid, tuvo un destacado papel en la huelga de periodistas por la defensa del secreto profesional declarada en febrero de 1976, y en conseguir que los colaboradores fijos pudieran obtener el carnet de prensa.
Licenciado en Periodismo y Sociología (Universidad Complutense de Madrid), Doctor en Sociología (UCM, 1980) con tesis dirigida por el profesor José Vidal Beneyto, fue profesor en el área de Comunicación Audiovisual y Publicidad en la Facultad de Información de la misma UCM de Madrid desde 1981, obteniendo la titularidad en 1986, y la cátedra en 1992, siendo nombrado Profesor Emérito en 2019. 
En la web de la UCM consta como su producción científica:26 libros; 48 Capítulos de libros; 82 artículos y 8 aportaciones a congresos.
Sin dejar de practicar el periodismo (colaborando con El País, Le Monde Diplomatique y los digitales Público y elDiario.es, entre otros). Con otros académicos creó la Asociación Española de Investigación de la Comunicación (AE-IC), de la que sería presidente (2016-21), así como de la Confederación de Asociaciones Iberoamericanas de Investigación en Comunicación (CONFIBERCOM).
Fundador, director y coordinador científico durante 28 años de la publicación Telos. Cuadernos de Tecnología, Comunicación y Sociedad (editada por Fundación Telefónica con apoyo de FUNDESCO).
Referencia para varias generaciones de profesionales de la comunicación fue condecorado con la Gran Cruz de Alfonso X el Sabio. (2005), la Medalla del grupo de investigación TECMERIN (TV y Cine: Memoria, Representación e Industria) de la Universidad Carlos III a toda una carrera de investigador (2014). Para la Fundación Alternativas promovió encuentros e informes anuales sobre el estado de la cultura en España.
Fue miembro y ponente del Consejo para la reforma de los medios de comunicación de titularidad estatal en 2004, en el Gobierno de José Luis Rodríguez Zapatero, y formó parte del Comité de expertos constituido en 2018 para evaluar a los candidatos del concurso público para elegir el Consejo de Administración de RTVE. 
Medalla de Honor de la Universidad de Vigo (2019), en 2020 recibió el doctorado Honoris Causa que la Universidad de Extremadura le había asignado un año antes.
Volvió a su Málaga natal llamado por su Universidad para organizar el Instituto Andaluz de Investigación en Comunicación y Cultura  (INACOM), proyecto conjunto de las universidades de Málaga, Sevilla y Granada, que trataba de poner en marcha cuando falleció.
Entre investigadores y profesionales de la comunicación de muchos países, su recuerdo es imborrable, como testimonia la web 'Panorama Audiovisual': “El mundo de la comunicación audiovisual despide al profesor Enrique Bustamante”.
El 17 de febrero de 2022 se le tributó en la Facultad de Ciencias de la Información de la UCM un caluroso homenaje internacional. 
La FeSP - Federación de Sindicatos de Periodistas lo anunciaba así dos días antes: ”Homenaje académico a Enrique Bustamante, un referente en la comunicación audiovisual. Profesores de distintas universidades hablarán sobre su importante labor investigadora y docente en defensa de ese servicio público. El acto podrá seguirse por streaming”.

## Obras
Entre las publicaciones más importantes del autor se encuentran:
- Historia de la radio y la televisión en España. Una asignatura pendiente de la democracia (2013).
- Hacia un nuevo sistema mundial de comunicación. Las industrias culturales en la era digital (coord.) (2003).
- Comunicación y cultura en la era digital. Industrias, mercados y diversidad en España (coord.) (2002, actualizada en 2004).
- La televisión económica (1999).
- Presente y futuro de la televisión digital (1999).
- La televisión en España, mañana (1998).
- Concentració i internationalització dels Mitjans de Comunicació (1994).
- Telecomunicaciones y audiovisual. Encuentros y divergencias (1992).
- Fabricar noticias (1988).
- Las industrias culturales en España (1986).
- Los amos de la información en España (1982).